# Guerra della regina Anna
La guerra della regina Anna (1702-1713) fu la seconda delle quattro guerre franco-indiane combattute tra Francia e Inghilterra per il controllo del Nord America, rappresentando il teatro americano della guerra di successione spagnola in Europa. In aggiunta ai due principali contendenti, la guerra coinvolse un certo numero di tribù indiane d'America, oltre che la Spagna, alleata con la Francia.
Il nome "guerra della regina Anna" è utilizzato solo nella storiografia degli Stati Uniti. In Canada, Regno Unito e Francia questa guerra è semplicemente considerata come un teatro della guerra di successione spagnola.
I militari inglesi (aiutati dai coloni) pur dimostrandosi in gran parte inefficaci nella difesa delle aree attorno a Charleston nella Carolina del Sud, e la frontiera tra New York e New England con il territorio canadese, in ultima analisi riuscirono ad espandere la loro influenza nel Nord America, ponendo fine al controllo francese su gran parte dell'Acadia.

## Florida
Nella prima parte della guerra, la Spagna attaccò Charleston nel South Carolina. In risposta, nel 1702 con l'assedio di St. Augustine, 500 tra soldati e miliziani inglesi, con 300 Indiani, catturarono e bruciarono la città di San Agustín, in Florida, all'epoca spagnola. Gli Inglesi però non riuscirono a prendere la principale fortezza di San Agustín, decretando pertanto il fallimento della campagna. Gli Spagnoli mantennero San Agustín e Pensacola per più di un secolo dopo la guerra, ma il loro sistema di missioni in Florida venne distrutto dal conflitto, e non venne ricostituito. Un secondo attacco combinato francese e spagnolo fu fermato a Charleston nel 1706.

## New England e Acadia
Nel 1703, gli insediamenti del New England da Wells nel Maine fino a Falmouth nel Massachusetts furono devastati da cinquecento tra Indiani e Canadesi guidati da Leneuf de Beaubassin. Oltre 160 coloni vennero uccisi o fatti prigionieri. Nel febbraio 1704, Hertel de Rouville con 250 indiani abenkis e caughnawaga e 50 franco-canadesi parteciparono al massacro di Deerfield, distruggendo l'insediamento. 150 coloni vennero uccisi o fatti prigionieri. Nel 1709, Vaudreuil riferiva che i due terzi dei campi a nord di Boston erano incustoditi.
Nel luglio 1704, i coloni del New England attaccarono con successo gli insediamenti francesi di Minas e Beaubassin in Acadia e Nuova Scozia. Nello stesso mese più di 500 coloni posero 18 giorni sotto assedio il forte di Port Royal ma non riuscirono a catturarlo. Nel maggio 1707, Joseph Dudley fallì un secondo tentativo con più di 1 600 uomini per prendere la fortezza. Nel gennaio 1709, la Francia con l'ausilio di volontari canadesi e micmac catturarono St John's e distrussero le fortificazioni. Nel settembre del 1710, 3600 tra Britannici e forze coloniali, guidati da Francis Nicholson catturarono Port Royal dopo un assedio di una settimana. Questa acquisizione pose fine al controllo francese sull'Acadia.

## Québec
I Francesi erano contrari ad attaccare la provincia di New York, poiché temevano di indispettire gli Irochesi. Nel frattempo, i mercanti di New York erano contrari ad attaccare la Nuova Francia perché avrebbe interrotto il commercio di pellicce che passavano attraverso essa. Gli Irochesi avevano firmato nel 1701 un trattato di pace con i Francesi, la Grande Pace di Montréal, e mantenevano la loro neutralità dall'inizio della guerra. Nel 1709, Nicholas guidò una fallimentare spedizione contro Québec. Nel 1711, fu prevista un attacco navale e terrestre contro Québec, la capitale della Nuova Francia. Ma la flotta guidata da Hovenden Walker fu parzialmente affondata durante il viaggio fino al fiume San Lorenzo, e le spedizioni navali e terrestri dovettero ritirarsi. Gli Irochesi parteciparono al fianco degli Inglesi con un centinaio di guerrieri, ma sull'altro fronte avvisarono i Francesi della spedizione.

## Conseguenze
Nel 1712, fu dichiarato l'armistizio. Sotto i termini del trattato di Utrecht (1713), la Gran Bretagna acquisiva l'Acadia (rinominata Nuova Scozia), l'isola di Terranova, la regione della baia di Hudson, e l'isola caraibica di Saint Kitts. La Francia era tenuta a riconoscere ai britannici la possibilità di commerciare con gli indiani. I francesi tentarono in tutti i modi di ostacolare questa disposizione sul commercio ed eressero Fort Niagara nel territorio irochese.
La pace durò fino allo scoppio della seguente guerra coloniale, la guerra di re Giorgio del 1744. La conquista britannica di Acadia infine portò gravi conseguenze per i suoi abitanti di lingua francese. Nel 1755, durante la guerra franco-indiana, molti vennero espulsi dalla colonia. Alcuni ripararono in Louisiana, dove i loro discendenti sono noti come Cajuns.